# Coal Face
Coal Face és un curtmetratge documental britànic de 1935 dirigit per Alberto Cavalcanti. Amb una banda sonora de Benjamin Britten i un poema escrit i narrat per WH Auden, la pel·lícula dona una ullada a la vida d'una comunitat minera de Yorkshire i les condicions de treball perilloses que els miners s'enfronten rutinàriament. La pel·lícula reutilitza en gran manera els vídeos més antics de la gira d'una mina de carbó britànica (1928), que va ser rodada a Barnsley, Yorkshire.